# Heichal Jehudah (Tel Aviv-Jaffa)
Der Heichal Jehudah ist eine Synagoge sephardischen Ritus (נֻסָּח סְפָרַד Nussach Spharad) in Israels zweitgrößter Stadt Tel Aviv-Jaffa. Das Bethaus, ein Bauwerk der Postmoderne, im zentralen Stadtteil HaZafon heChadasch bildet ein Wahrzeichen mit seiner sehr eigenen Gestalt unter den etwa 500 Synagogen der Stadt. Das Gebäude des Heichal Jehudah sticht durch seinen ikonischen Dekor jüdisch-israelischer Symbolik und die organische Bauform einer Muschelschale heraus, die daher oft in Büchern und Prospekten zum modernen Israel abgebildet wird.

## Namen
Der vollständige Name des Gebetshauses lautet Synagoge Heichal Jehudah auf Namen Jehudah-Leon und Mathilda Recanatis zum Gedächtnis der Gemeinde Salonikis (בֵּית הַכְּנֶסֶת ‹הֵיכָל יְהוּדָה› עַל שֵׁם יְהוּדָה-לִיאוֹן וּמָתִילְדָה רֵקַנָאטִי לְזֵכֶר קְהִילַּת שַׂלוֹנִיקִי Bejt haKnesset ‹Hejchal Jəhūdah› ʿal Schem Jəhūdah-Leʾōn wəMatīlda Reqanāṭī ləSecher Qəhillat Salōnīqī), was die Dankbarkeit gegenüber dem ehemaligen Gemeindevorsitzenden Leon Jehudah Recanati (griechisch Λεόν Ιούδας Ρεκανάτι, hebräisch לִיאוֹן יְהוּדָה רֵקַנָאטִי; 1890–1945) und seiner Gattin Mathilda (geb. Saporta, מָתִילְדָה סַפּוֹרְטָה griechisch Ματθίλδη Σαπόρτα; 1897–1986) für ihr vielfaches Mäzenatentum in der Gemeinde ausdrückt sowie der Opfer Thessalonikes in der Schoah gedenkt, aber im Sprachgebrauch des Alltags unpraktisch ist. Es gibt mehrere Kurznamen, die je auf andere Aspekte des offiziellen Namens oder Baus abheben.
Neben Heichal Jehudah nach der Widmung des Gebetshauses, stehen Recanati-Synagoge (בֵּית הַכְּנֶסֶת רֵקַנָאטִי Bejt haKnesset Reqanāṭi) nach Familie Recanati, auf die Ininitiative und Finanzierung des Neubaus zurückgehen, und Muschelsynagoge (בֵּית הַכְּנֶסֶת הַקּוֹנְכִיָּה Bejt haKnesset haQōnchijjah oder בֵּית הַכְּנֶסֶת קוֹנְכִית Bejt haKnesset Qōnchīt), nach der Bauform. Als Synagoge der griechisch-sephardischen Qəhillah Tel Avivs nutzen manche Synagogengänger auch Namen wie griechisch θάλασσα περίβλημα συναγωγή Thálassa Perívlima Synagogí, deutsch ‚Muschelsynagoge‘ oder Συναγωγή Κοχύλι Synagogí Konchyli, deutsch ‚Synagoge der Konchylie‘. Und da auch Ladino unter den spanischstämmigen Juden Thessalonikes genutzt wird, sind auch Esnoga Koncha Marina (Synagoge Meeresmuschel) und Ehal Yehuda, nach der offiziellen Widmung, als kurze Bezeichnungen in Gebrauch.
Weitere umgangssprachliche Bezeichnungen sind Synagoge der sieben Schofare (בֵּית הַכְּנֶסֶת שִׁבְעָה שׁוֹפָרוֹת Bejt Knesset schivʿah Schōfarōt), nach den sieben weißen Tonnengewölben des Daches. Wochentags versammeln sich Beter und Lernende im kleinen Lehrraum des Heichal Jehudah, dem Ohel Philosoph (אֹהֶל פִילוֹסוֹף ‚Philosoph-Zelt‘), womit gelegentlich – pars pro toto – der ganze Bau bezeichnet wird.:146 Die Benennung bezieht sich auf Familie Philosoph, Elternhaus Palomba Zipporah Carossas (griechisch Παλόμπα Σεπφώρα Καράσσο, hebräisch פַּלוּמְבָּה צִפֹּרָה קָרַסּוֹ), deren Familie Mitstifterin des Baues ist, und doppeldeutig auch auf einen altgriechischen Denker, dem solch ein Lehrraum Inspiration bieten mag.

## Lage

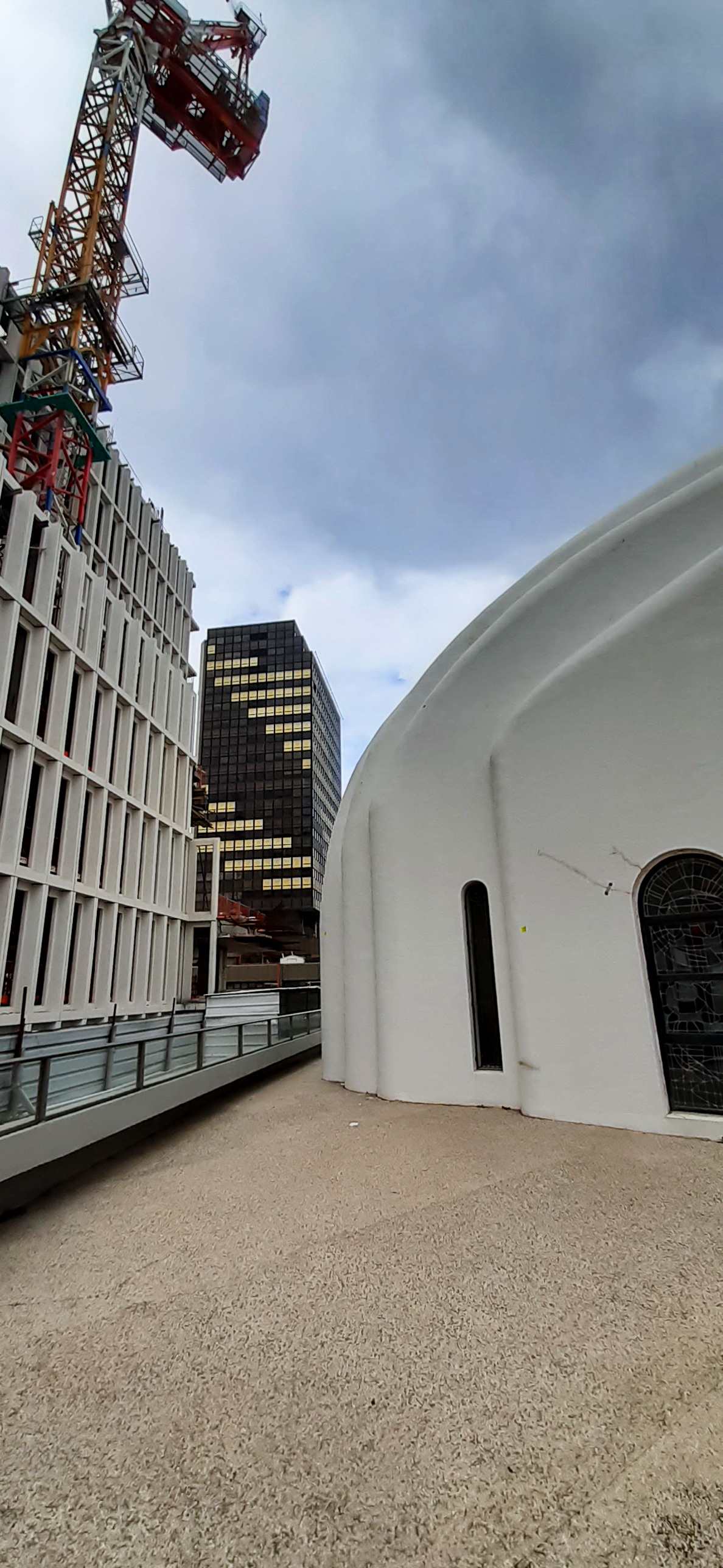
Südspitze des Heichal Jehudah mit benachbartem neuen Hochhaus im Bau vor Migdal haMeʾah, 2022

Der Heichal Jehudah steht in der Nebenstraße Rechov Menachem ben Saruq 13 (רְחוֹב מְנַחֵם בֶּן סָרוּק) in HaZafon heChadasch (ab Februar 1948 bebaut), einem der vier Stadtteile der Stadtregion Mitte von Tel Aviv.:146 Die Synagoge steht im Zentrum des einstigen Dorfes Summail (صُمَّيْل, DMG Ṣummail, es wurde auch المَسْعُودِيَّةُ, DMG al-Masʿūdiyya genannt).:146 Gegenüber, 50 Meter weiter südlich am Rechov Ben Saruq 8, steht das Gebäude der Lehrergewerkschaft (1963 von Arieh Elchanani und Nissan Canaʿan) im Gewerkschaftsbund der Histadrut, deren Hauptverwaltung (1956 von Dov Carmi) sich noch 100 Meter weiter an der Ecke zum Rechov Arlosoroff befindet. Der neue Standort des Hebräischen Gymnasiums Herzlia befindet sich im selben Block wie der Bau der Lehrergewerkschaft. Während die dem Heichal Jehudah die Adresse gebende Straße auf ihrer Ostseite Wohn- und Bürobebauung der 1940er und 1950er Jahre aufweist, blieb auf der Westseite dörfliche Bebauung erhalten. Die mittel- und obdachlosen Flüchtlinge, die Israel 1948 in die leer stehenden Dorfhäuser einwies, wie deren Nachfahren, behaupteten ihre Mietverträge lange. Wenige Grundstücke wie jenes für den benachbarten 20-stöckigen Migdal haMeʾah (1966/1986) wurden neu bebaut.
So war der Heichal Jehudah zwar kein wirklich frei stehender Sakralbau, was in Tel Aviv sehr selten ist, aber zumindest von Osten und Süden frei einsehbar und an den beiden anderen Seiten von niedriger Bebauung umgeben. Bewohner und Stadtplanung einigten sich 1996 auf eine Neubebauung, was 2006 in die Erstellung des Bebauungsplans Nr. 2988 mündete, der Wolkenkratzer und keinerlei Einbettung der Neubauten in ein Ensemble mit dem Heichal Jehudah vorsieht. Planungsvorbehalte, wie Hochhäuser nicht um zentrale Kultstätten herum zu bauen, aus Sorge, sie könnten deren besonderen Charakter überschatten, gelten für Synagogen in Tel Aviv offenbar nicht, sagt 2009 David A. Recanati (1923–2024) vom Gemeindevorstand zu diesen Plänen. Sämtliche Dorfbebauung wurde 2021 abgebrochen und die beauftragten Baufirmen zogen nah an den Grundstücksgrenzen des Heichal Jehudah verdichtete und riesenhaft aufragende neue Hochhäuser hoch, die den Heichal Jehudah in den Schatten stellen, wie auf Photos vom Mai 2025 zu sehen.

## Gemeinde in Ursprung und Entwicklung

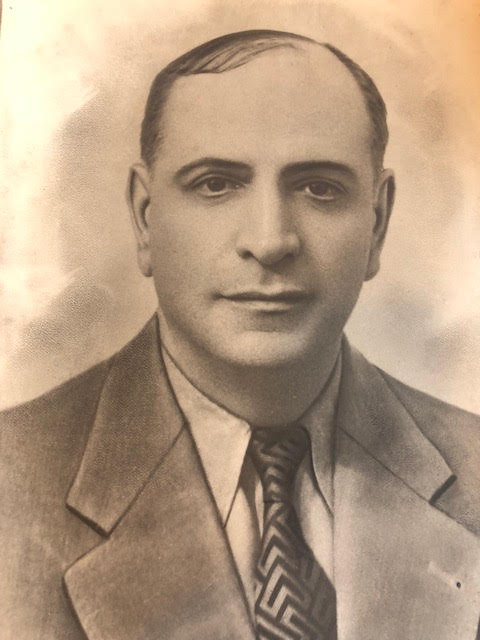
Namenspatron: Der Mäzen Leon Jehudah Recanati, der Großvater, 1940

Zur griechischen Sephardische Gemeinde Tel Aviv, die wesentlich auf die einst etwa 55.000 Seelen (1941) zählende Jüdische Gemeinde Thessalonikes zurückgeht, gehören Familien, die in den 1930er Jahren ins Mandatsgebiet Palästina einwanderten, darunter die Recanatis, die Carossas und andere. Leon Jehudah Recanati (1890–1945), ehemals Vorsitzender der thessalonikischen Gemeinde immigrierte 1934 mit Frau Mathilda (1897–1986), Kindern und Bruder Avraham Schmuʾel Recanati (griechisch Αβραάμ Σαμουήλ Ρεκανάτι, hebräisch אַבְרָהָם שְׁמוּאֵל רֵקַנָאטִי; 1888–1980), der 1925–1933 stellvertretender Bürgermeister Thessalonikes gewesen war. Der jüngere Bruder gründete die Bank haDiskont, die zunächst vor allem griechischstämmigen, des Hebräischen und Englischen nicht mächtigen Kaufleuten durch Wechseldiskonte Kredit verschaffte, und bis Ende der 1940er Jahre zu einer der größten Banken im Lande aufstieg.
Das in den 1920er Jahren von einer griechischen Terraingesellschaft gegründete Wohnviertel Florentin im Süden Tel Avivs war erster Anlaufpunkt für Thessaloniker, wo sie auch eine griechisch-sephardische Gemeinde gründeten, die Leon Recanati zu ihrem Vorsitzenden wählte. Nach dem Zweiten Weltkrieg folgten thessalonikische Überlebende der Schoah, wie auch Überlebende von Rhodos (seinerzeit Italienische Ägäis-Inseln). Mit ihrem wirtschaftlichen Aufstieg zogen Thessaloniker und Rhoditen, andere griechischstämmige Israelis und ihre Nachfahren in neue, nördliche Stadtteile Tel Avivs, wo es keine sephardische Synagoge gab. Zunächst nutzte die Gemeinde jahrzehntelange Provisorien, darunter die Simcha Hadar Qodesch, gegründet durch Avraham Recanati in der Straße Rechov ʿEmeq Jisraʾel, die dann mehrfach umgezogen, bevor die Gemeinde für einige Jahre wieder eine längerfristige Heimstatt in der kleinen Synagoge im Rechov Ibn Gabirol vis-à-vis vom Rathaus der Stadt fand.
Gemeindemitglieder halten regelmäßig zu Schabbat und anderen jüdischen Feiertagen im Hauptgebetssaal gemeinsam Gebet und Torahlesung ab. Wochentags bilden observante Synagogengänger den Minjan und halten im Ohel Philosoph (Wochentagsbet- und -lehrsaal mit mehreren Dutzend Sitzen) im Souterrain gemeinsam Gebete, Torahlesungen und -studien. Bis zur Jahrtausendwende leiteten das Gemeindegebet mit Aharon Naǧari (אַהֲרֹן נַגָ׳רִי Aharon Naǧarī, englisch Aharon Najari; 1909–1999) und seinen beiden früher verstorbenen Kollegen authentische Thessaloniker als Chasan (Kantor), denen Siddur und Machsor Saloniki vertraut waren. Proben der Chasanut Naǧaris sind auf der Webseite der Nationalbibliothek Israels nachzuhören. Ihnen folgte ein junger sephardischer Chasan, der sich in die besondere Gemeindetradition gut eingearbeitet hat.
Reichten die 600 Sitze im Hauptgebetssaal früher oft nicht aus, besuchten 2009 zu gewöhnlichen Schabbatfeiern etwa 130 Personen die Synagoge, so David A. Recanati (דָּוִד א׳ רֵקַנָטִי, nicht רֵקַנָאטִי Reqanāṭī; 1923–2024, kein Verwandter der Bankiersfamilie, sondern aus einer Familie ohne gelängt geschriebenes «ā».) Hätte man früher Gemeindemitglieder, die es an Orthopraxie mangeln ließen, indem sie zum Beispiel an Schabbat im eigenen Kraftwagen vorfuhren, kaum die Aufnahme ihrer Kinder als Bat und Bar Mizwa im Heichal Jehudah feiern lassen, entblöden im 21. Jahrhundert so handelnde Eltern sich nicht, dann gleich zu Reformgemeinden zu wechseln, wo sie dann feiern.
Dabei steht die Synagogengemeinde des Heichal Jehudah im allgemeinen Trend mit 130 Synagogengängern an Schabbat noch gut da und ist finanziell besser aufgestellt. „Mit Zuschüssen von Unternehmern oder Immobiliengesellschaften könne diese großartige Gemeinde ihre Größe und Pracht bewahren,“ beschreibt David Recanati 2009 die Situation der griechisch-sephardischen Gemeinde Tel Avivs. Die Zahl der Synagogen in Tel Aviv, vor allem solche ohne institutionelle Finanzierung, schrumpft, viele stehen leer und verfallen, und die Mitglieder oder Liquidatoren in Auflösung befindlicher Synagogenvereine verkaufen Grundstücke, auf denen ihre verwaisten Synagogen und jüdischen Lehrhäuser stehen, an wendige Immobilienentwickler. Die Stadt interessiert sich nicht besonders für die religiösen Bedürfnisse der Tel Avivis.
Die Gemeinde entfaltete eine rege Pflege griechisch-sephardischer Traditionen, auch in Sorge um das liturgische Erbe der überwiegend 1943/1944 in der Schoah ausgelöschten griechischen Judenheit (in Thessalonike allein um 50.000 Ermordete) zu erfassen und zu wahren. Dabei entwickelte sie in den 1970er Jahren den Machsor Saloniki (מַחְזוֹר סָלוֹנִיקִי) weiter, ein Gebetbuch mit in Thessalonikes Tradition ausgesuchten Gebeten und Stellen aus dem Tanach, die zu den Feiertagen im Zyklus des jüdischen Kalenderjahres vorzutragen sind. Für Rosch haSchanah und Jom Kippur erschienen schon 1876 Vorlagen. Unterstützt vom Leon-Recanati-Zentrum für das Erbe der Judenheit Thessalonikes (מרכז למורשת יהדות שַׂאלוֹנִיקִי ע״ש לֵיאוֹן רֵקַנָאטִי, ebenfalls eine Stiftung der Recanatis) in Petach Tiqwa entstand gewissermaßen ein Ausgleichs-Machsor, da spanisches, nordafrikanisches und griechisches Erbe einflossen. Zur Gemeinde gehören neben Juden aus Thessalonike, anderen griechischen Einwanderern und auch sephardische Juden anderer Landsmannschaften wie Nachfahren solcher sogar einige Aschkenasim. Gebete werden auch in Ladino gesprochen.

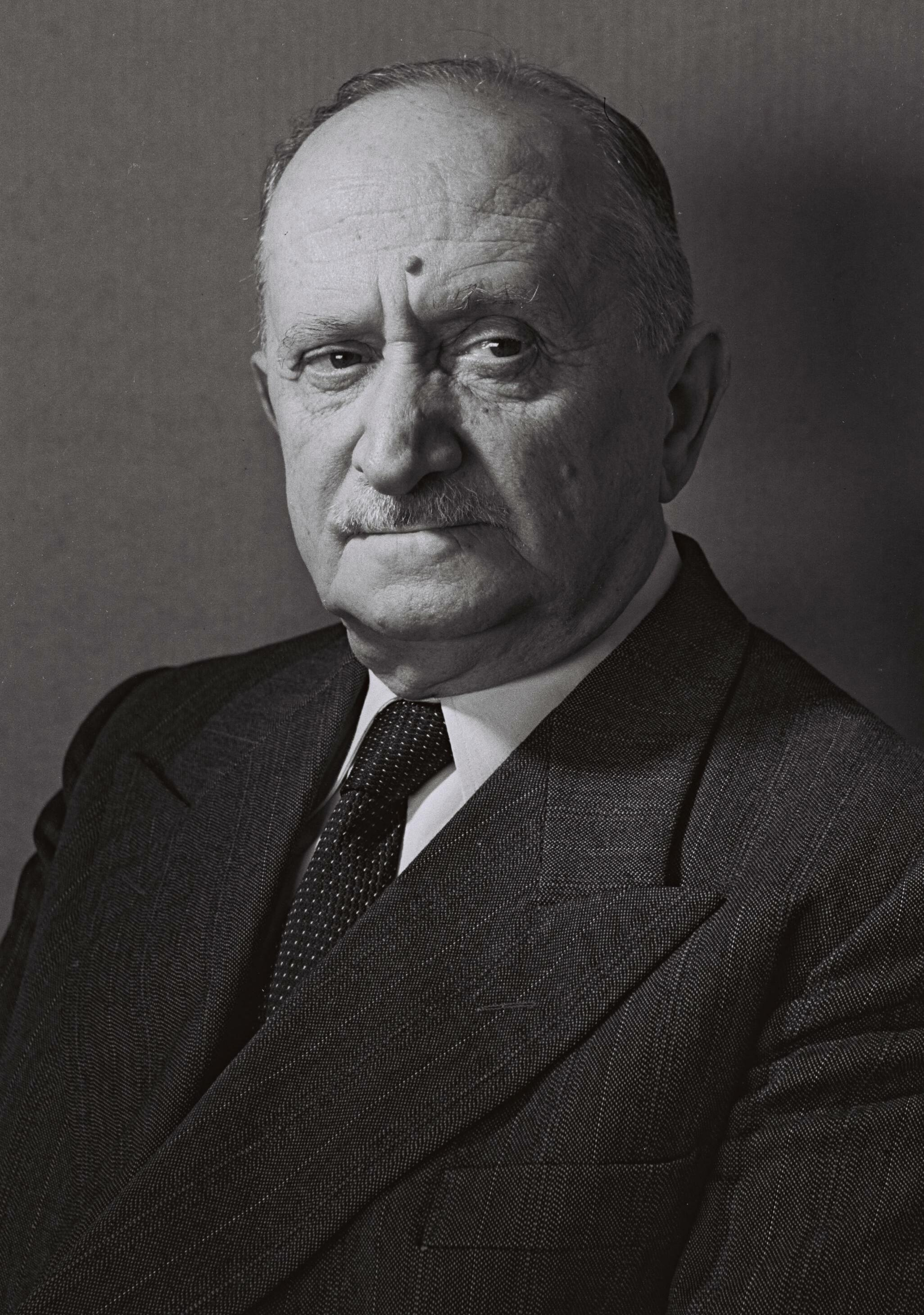
Hauptinitiator Avraham Recanati, 1956

Die Synagogengemeinde spielte auch Aufnahmen ihrer Pijjutim zu jüdischen Festen, begleitet von einem Kammerorchester, auf Tonträgern ein, die zum Verkauf und zur Archivierung dienen. Interpreten waren die Gemeindemitglieder Jehudah Negrin, Ben Zion Netanʾel, Avraham Schmuʾel Recanati, Jizchaq S. Recanati, Jaʿaqov Zaddiqariou und der jugendliche Chasan Mosche Leon (seit 2018 Bürgermeister Jerusalems), musikalisch arrangiert von Eitan Avitzur. Im September 1977 moderierte Jizchaq Schmuʾel Recanati (יִצְחָק שְׁמוּאֵל רֵקַנָטִי, nicht רֵקַנָאטִי Reqanāṭī, kein Mitglied der Stifterfamilie) in der Sendereihe BeZet haSchabbat (בְּצֶאת הַשַּׁבָּת ‚Bei Ausgang des Schabbats‘) des israelischen Fernsehens die Ausstrahlung einer Schabbatfeier in Tessalonikes Tradition.
Weiters versucht die Synagogengemeinde mit verschiedenen Mitteln, trotz sinkenden Besucherzahlen, ihren besonderen Charakter zu bewahren. Zu den Aktivitäten der Gemeinde gehören Vorträge, Kurse und verschiedene Bildungsveranstaltungen, die bekannte Rabbiner und Dozenten meist unentgeltlich abhalten, wie etwa Bibelstunden und Seminare zu israelischem Erbe. Diese Veranstaltungen finden in der Regel in den Zweckräumen im Souterrain statt. Die jährliche offizielle Gedenkfeier zur Vernichtung der griechischen Judenheit durch deutsche Nationalsozialisten und ihre Schergen findet im Heichal Jehudah statt. Während an religiösen Festtagen weniger Menschen teilnehmen, vor allem fehlt das jüngere Element der Mitgliederschaft, mieten auch Gemeindefremde häufiger den Hauptgebetssaal zur zeremoniellen Feier ihre Vermählung, während die Synagoge für anschließende Hochzeitsbanketts nicht zur Verfügung steht.

## Geschichte

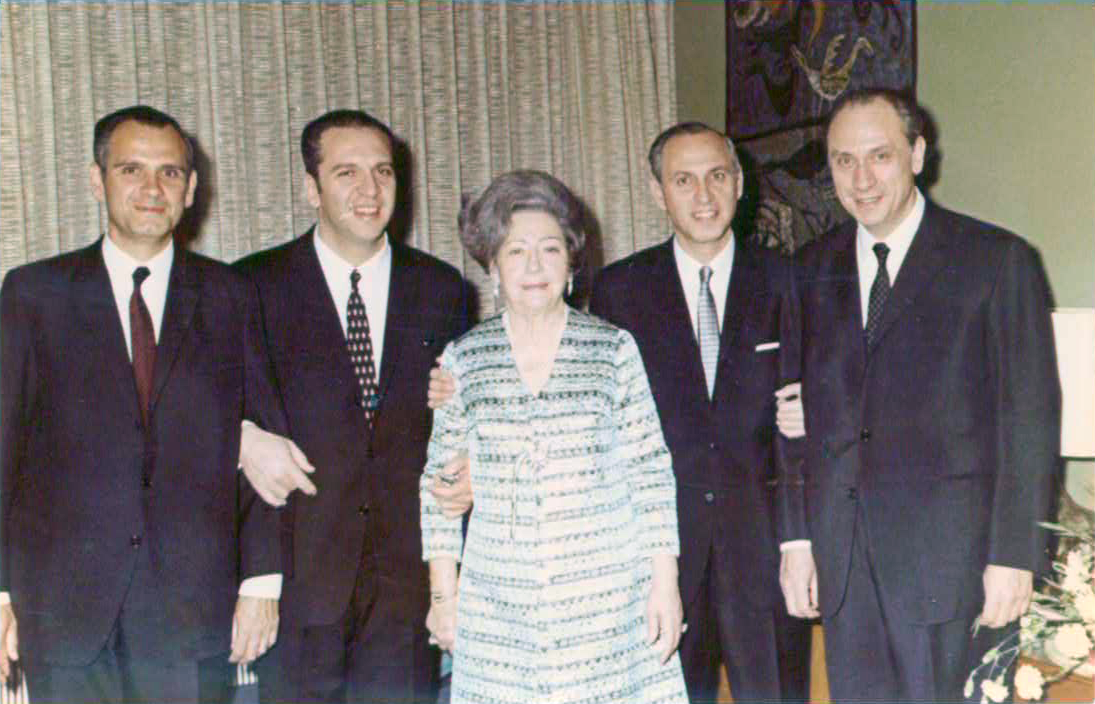
Namenspatronin und Mäzenatin Mathilda Recanati mit ihren Söhnen Jacques, Raphael, Daniel und Harry (v.l.), 1967

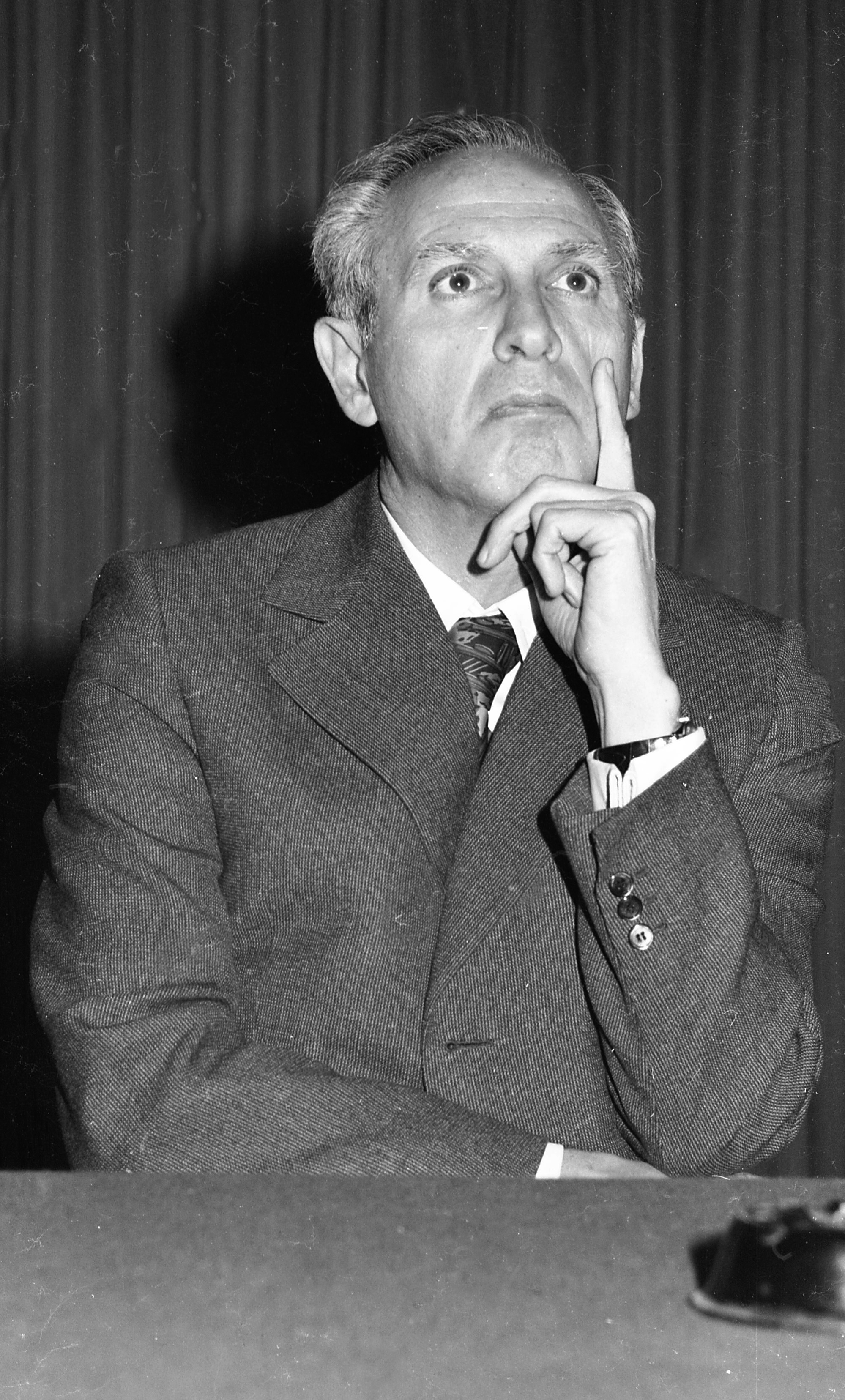
Hauptfinancier Leon Jehudah Recanati, der Enkel, in einer Diskussion zur Hochinflation in Israel in Folge von Menachem Begins ausufernden Staatsausgaben und Lockerung der Devisenrestriktionen, 1977

Um dem Bedarf einer hinreichend großen Betstätte abzuhelfen, initiierte und finanzierte die Gemeinde den Bau des Heichal Jehudah. Die Gelder für den Bau sammelte der Geschäftsmann Avraham Recanati, der seinem Bruder im Vorsitz der Gemeinde gefolgt war und das Projekt mit all seiner Energie zum Erfolg führte, vor allem im Kreise seiner Neffen Harry (1918–2011), Daniʾel (1921–1984), Jaʿaqov Jacques (1923–1997) und Raphaʾel Recanati (1924–1999), dem Großneffen Leon Jehudah Recanati der Enkel. sowie in der verschwägerten und geschäftlich verbundenen Familie Palomba Zipporah und Mosche Carassos (griechisch Μωυσής Καράσσο, hebräisch מֹשֶׁה קָרַסּוֹ; 1885–1962). Avraham Recanati verwendete sich dafür, bei der Namensgebung seines verstorbenen Bruders Leon und dessen Gattin Mathildas, den Mäzenen der Gemeinde, der Stadt und des Landes, als Namenspaten der Synagoge zu gedenken. Die Stadt Tel Aviv überließ der Gemeinde das Grundstück im Rechov Ben Saruq, in Anerkennung dieses Mäzenatentums und des Bedarfs einer neuen, wohnortnahen fußläufig erreichbaren Synagoge, denn observante Synagogengänger halten die Schabbatruhe einschließlich Arbeits- und Feuerverbot, weshalb sie nicht motorisiert anfahren, sondern zu Fuß kommen können müssen.
Der Bauausschuss der sephardischen Gemeinde, bestehend aus Schimʿon Barsilai, David Chaim, Secharjah Elchanati, Eliʿeser HaCohen, Jizchaq Pinto, David A. Recanati, Avraham Schmuʾel Recanati (der Enkel), Schmuʾel A. Recanati, Victor Schalom, Avraham Seton, Chaim Toledano und Jizchaq Toledano, unter Leitung Avraham Schmuʾel Recanatis, des Großvaters, vergab den Bauauftrag 1972 an das Ausschussmitglied, den Architekten Jizchaq Toledano (1913–1973) und den Bauingenieur Aharon Chaim Rousso (1914–2008), die beide gebürtig aus der Gemeinde Thessalonike stammten. Sie machten 1932 gemeinsam Alija, studierten am Technion in Haifa und wurden nach 1948 Partner in ihrem Architekturbüro in Tel Aviv. Unter ihren Bauwerken sind vor allem Wohngebäude, aber auch Schulen und Hotels (wie das Hotel Dvorah, 1964 erstes religiöses Hotel in Tel Aviv, Rechov Ben-Jehuda), wie das Seniorenstift Beit Avot Leon Recanati (בית אָבוֹת לֵיאוֹן רֵקַנָאטִי) in der Qirjat Matalon, Petach Tiqwa (1956) mit baulich angeschlossenem Leon-Recanati-Zentrum für das Erbe der Judenheit Thessalonikes (מֶרְכַּז לְמוֹרֶשֶׁת יַהֲדוּת שַׂאלוֹנִיקִי ע״ש לֵיאוֹן רֵקַנָאטִי).
Toledano sah im Heichal Jehudah den Höhepunkt seines Schaffens, er entwickelte 1972 die zentrale Idee des Baus und fertigte dazu ein Modell der Synagoge, noch ehe die Gemeinde das Grundstück hatte. Da Toledano 1973 schon vor Baubeginn starb, übergab Rousso seine Aufgaben an den Architekten ʿAmmiram Niv (עַמִּירָם נִיב). Im Beisein von Gemeindemitgliedern, dem gemeindlichen Bauausschuss unter Avraham Recanati, vielen Angehörigen der Revanatis und Carassos sowie Bürgermeister Schlomo Lahat wurde 1975 der Grundstein gelegt. Die Synagoge wurde 1979, kurz vor dem Tode Avraham Recanatis, in einer eindrucksvollen Zeremonie unter Beteiligung der israelischen Oberrabbiner und anderer Würdenträger eingeweiht. Abgeschlossen war der Bau mit Einbau der letzten Buntglasfenster 1980 nach dem Tode Avraham Recanatis.

## Gebäude
Baugliederung

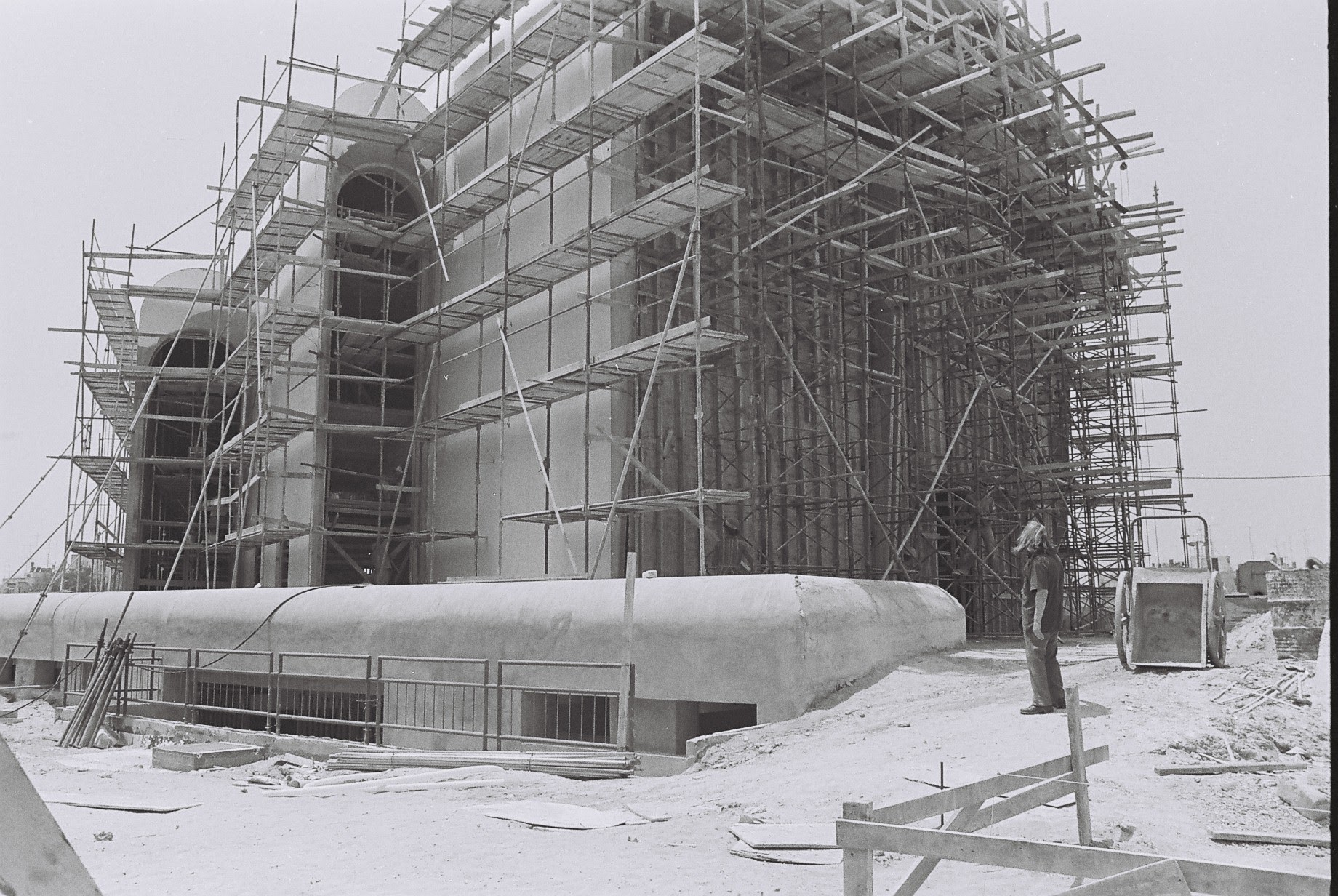
Fertiggestelltes Souterrain und eingerüsteter Oberbau, um 1978

Der Bau gliedert sich in drei Ebenen, ein großes Souterrain unten, auf dessen Deckplatte im Parterre ein Oberbau mit Synagogenraum und darin unter dem im Norden höher aufragendem Dach innen oben die Nordempore. Das Souterrain erstreckt sich in Nord-Süd-Richtung entlang der Straße. Es wird beleuchtet durch schmale Fensterbänder, vor denen das Erdreich zur besseren Lichteinstrahlung abgetragen ist,. wodurch eine Art Einschnitt entsteht, der wie ein Graben das Grundstück zur Straße abgrenzt. Die Deckplatte des Souterrains mit seinen abgerundeten Kanten bildet das Plateau auf dem der Oberbau mit dem eigentlichen Synagogenraum steht. Das abgesenkte Niveau lässt das Souterrain kaum auffallen, der Oberbau des Heichal Jehudah erscheint nur wenig über dem Straßenniveau gelegen. Im Souterrain befinden sich Unterrichtsräume, eingerichtet auch als Wochentagssynagoge Ohel Philosoph für mehrere Dutzend Synagogengänger, ein Gedächtnisraum, eine Bibliothek und ein Gemeindebüro. Die Gestaltung des Grüns im Außenbereich der Deckplatte und die Begrünung der Böschung zum Souterrain besorgte die Landschaftsarchitektin Ruth Maʿoz vom Landschaftsarchitekturbüro Gidʿon Sarig.
Markante Form einer Muschelschale

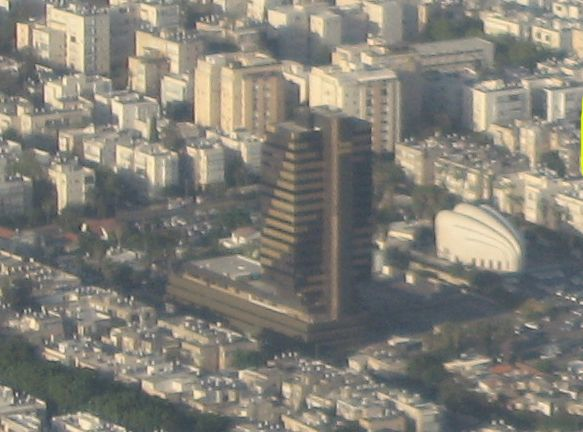
Luftbild des Heichal Jehuda mit markanter Muschelform zwischen den überwiegend niedrigen Bauten des ehemals arabischen Dorfs Summail und Hochhaus Migdal haMeʾah, 2006

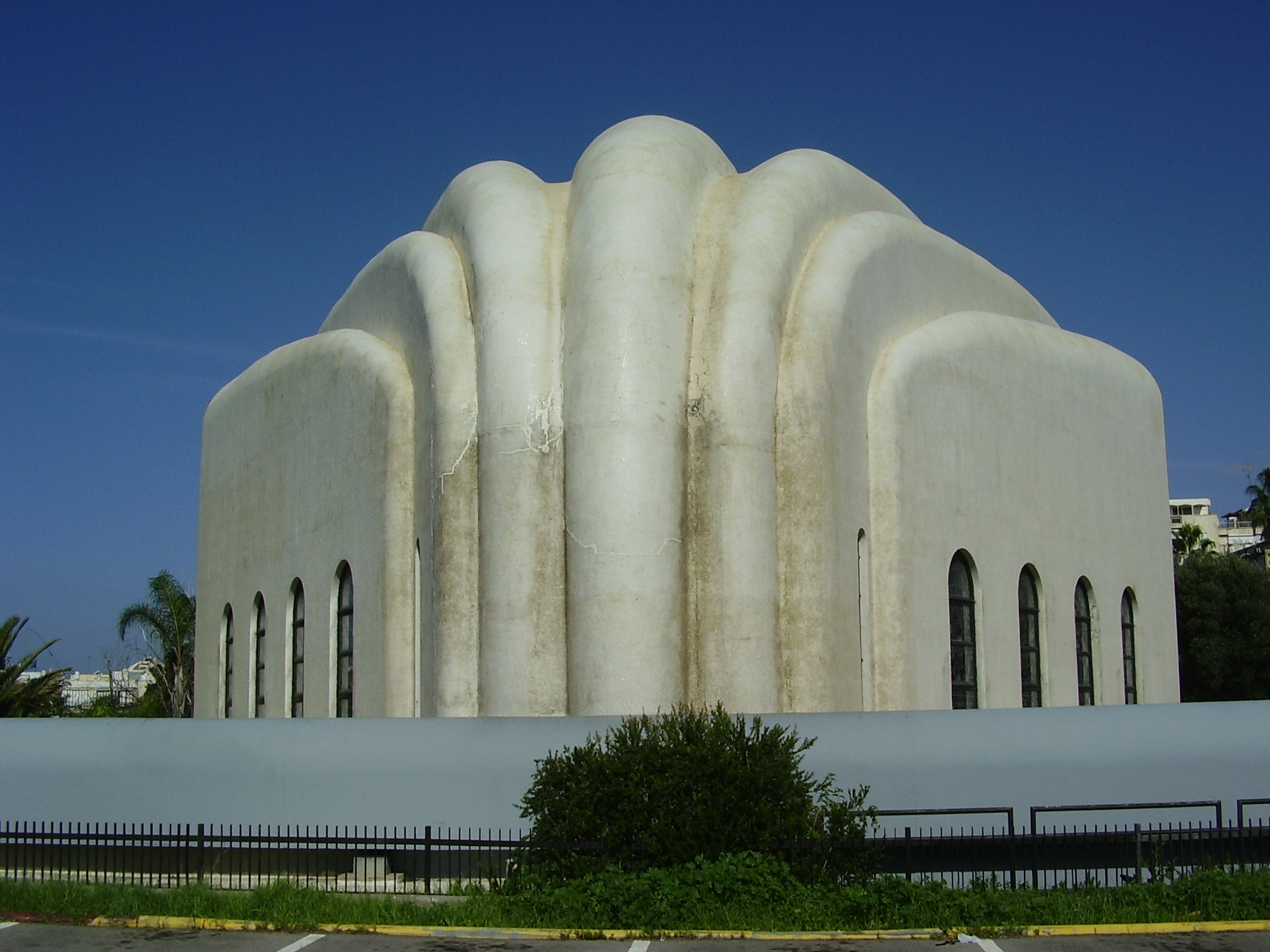
Muschelform des Äußeren der Synagoge, 2010

Auf dem Plateau des Souterrains setzt auf tortenstückförmigem Grundriss der Oberbau mit der Spitze nach Süden auf. Der Oberbau fällt äußerlich ins Auge durch seine bemerkenswerte Bauform einer Muschelschale. Jizchaq Toledano (יִצְחָק טוֹלְדָּנוֹ; Architekt) und Aharon Rousso (אַהֲרֹן רוּסּוֹ; Bauingenieur) schufen damit einen ikonischen Bau. In seiner Form ist der Heichal Jehudah ein Unikat in seiner Umgebung, ein Monolith ohne jegliche Rücksicht auf die Umwelt, der überall stehen könnte. Weitere Beteiligte waren ʿAmmiram Niv (עַמִּירָם נִיב; Architekt, der den vor Baubeginn verstorbenen Entwurfsarchitekten Toledano ersetzte), die Künstler Raphael Blumenfeld (רָפָאֵל בְּלוּמֶנְפֶלְד), Meʾir Pintschuk (מֵאִיר פִּינְצ׳וּק; beide Innenarchitektur), Joseph Scheʾaltiʾel (יוֹסֵף שְׁאַלְתִּיאֵל französisch Joseph Chaaltiel, in welcher Form sein Name durch sein Studium an der Université VIII ‹Diderot› bekannt wurde; Glasmalerei) und Jechezqel Qimchi (יְחֶזְקֵאל קִמְחִי; Reliefs der Fassade).
Die Form der Muschelschale erklären sich viele als Symbol für die Stadt Thessalonike am Meer. Auch gehört die Muschel in vielen Kulturen zur religiösen Symbolik. In Folge ihrer Verwendung als dekoratives Element in der antiken Kunst fand die Muschel im Laufe der Zeit als Konche auch im Synagogaldekor Eingang, um die runde Vertiefung über der Nische des Toraschreins zu zieren. Andere erkennen in der gefächerten Dachform des weiß gehaltenen Baus einen plissierter Tallit. Beim Heichal Jehudah ist die Formensprache nicht naturalistisch, sondern streng symmetrisch. Die Muschel ist in der Natur das einzige Objekt, dessen Rippen und Mantellinien alle an einem Punkt, dem Wirbel, zusammenlaufen, was sich in der Außenform der Schalenkonstruktion Toledanos widerspiegelt. Doch diese Form wählte Toledano nicht als Symbol, sondern allein aus dem Grund, dass er eine Synagoge bauen wollte, in deren Innenraum keine Säulen Sicht oder Akustik beinträchtigen.

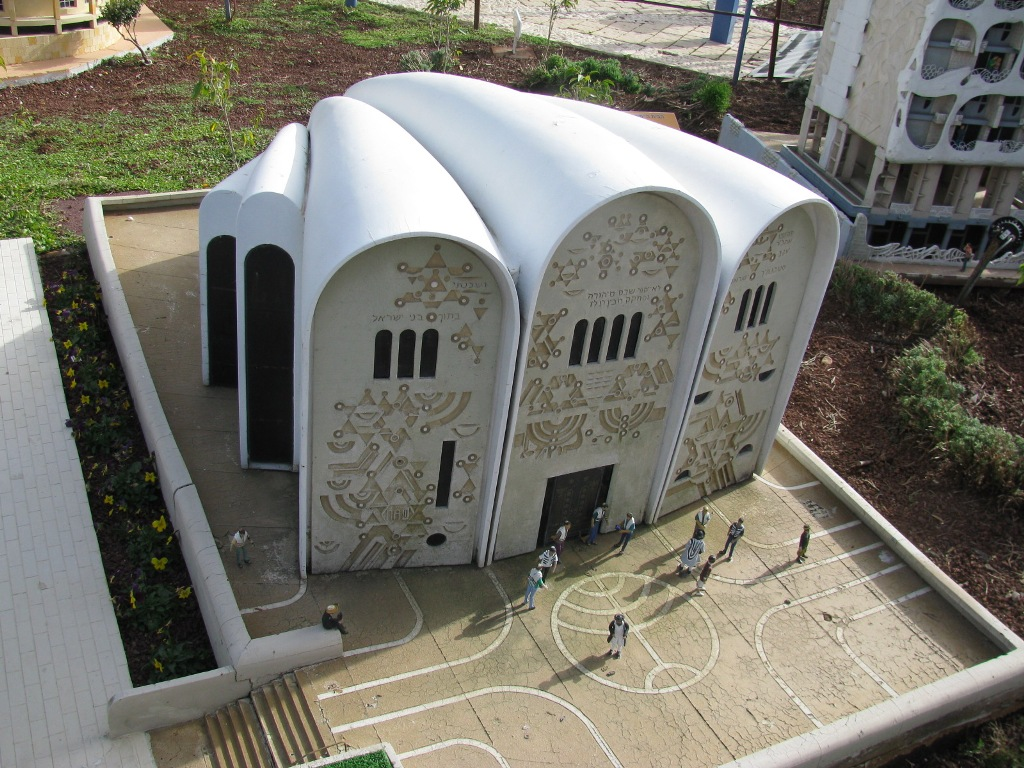
Modell des Heichal Jehudah im israelischen Modellpark Mini-Israel, 2009

Die gewünschte organisch anmutende Dachform stellte mit ihrer Spannweite und Ausführung ohne Säulen oder Stützen eine konstruktive Herausforderung dar. Deshalb lastet die Betonschalenkonstruktion der sieben nebeneinanderliegenden, dünnen Betontonnengewölbe des Daches, gestützt auf massiven Spannbetonbalken, auf den Außenwänden. In den obersten Wölbungen misst die Betonschale nur sieben Centimenter Dicke. Diese sieben Längswölbungen, drei zentrale in voller Länge und von nordwärts aufsteigender Höhe, und beiderseits außen je zwei kürzere, gehen an den Längsseiten und der südlichen, einem Muschelwirbel nachgeformten, abgerundetem Spitze des Baus fließend über in dessen Außenwände, was das Einstürzen verhindert, indem sie den Druck der Konstruktion zum Boden ableiten. Damit erübrigen sich auch Dachrinnen, Regenwasser läuft rundum auf der Muschelschale ab und wird in Vertiefungen entlang der kurvigen Bodenkontur abgeleitet. Allein an der Nordfassade bleibt es trocken, wo sich die Gewölbeprofile des Heichal Jehudah besonders gut bei den drei mittleren gewölbten Rippen zeigen, die dort ihren höchsten Punkt erreichen und über der nördlichen Hauptfassade vorkragen.
Die Architektur der Postmoderne hat für derartige konstruktive Aufgaben schon Ausführungen gefunden wie bei Alvar Aaltos Heilig-Geist-Kirche mit Gemeindezentrum in Wolfsburg und die Israel-Goldstein-Synagoge auf dem Campus Givʿat Ram der Hebräischen Universität Jerusalem, 1957 von Heinz Rau und David Resnick. Allerdings hatte die beauftragte Baufirma Rural and Suburban Settlement Company (RaSSCo, רסקו) Probleme mit dem Bau der ungewöhnlich zu formenden hölzernen Schalungen zum Betonieren der Muschelschale und brauchte mehr Zeit und Geld als veranschlagt. Die Schale ist mit rechteckigen geriffelten Keramikfliesen verkleidet, einem abwaschbaren Material, und so klein wie sie sind, passen sie sich den Rundungen problemlos an, begannen jedoch bald abzufallen, weshalb die Gemeinde die Oberflächen dann sanieren und erneuern lassen musste. Die weiße Farbe der kleinen, leicht glänzenden Fliesen reduziert durch Reflexion der Sonnenstrahlen die Aufwärmung des Baus.
Nordfassade mit Hauptportal

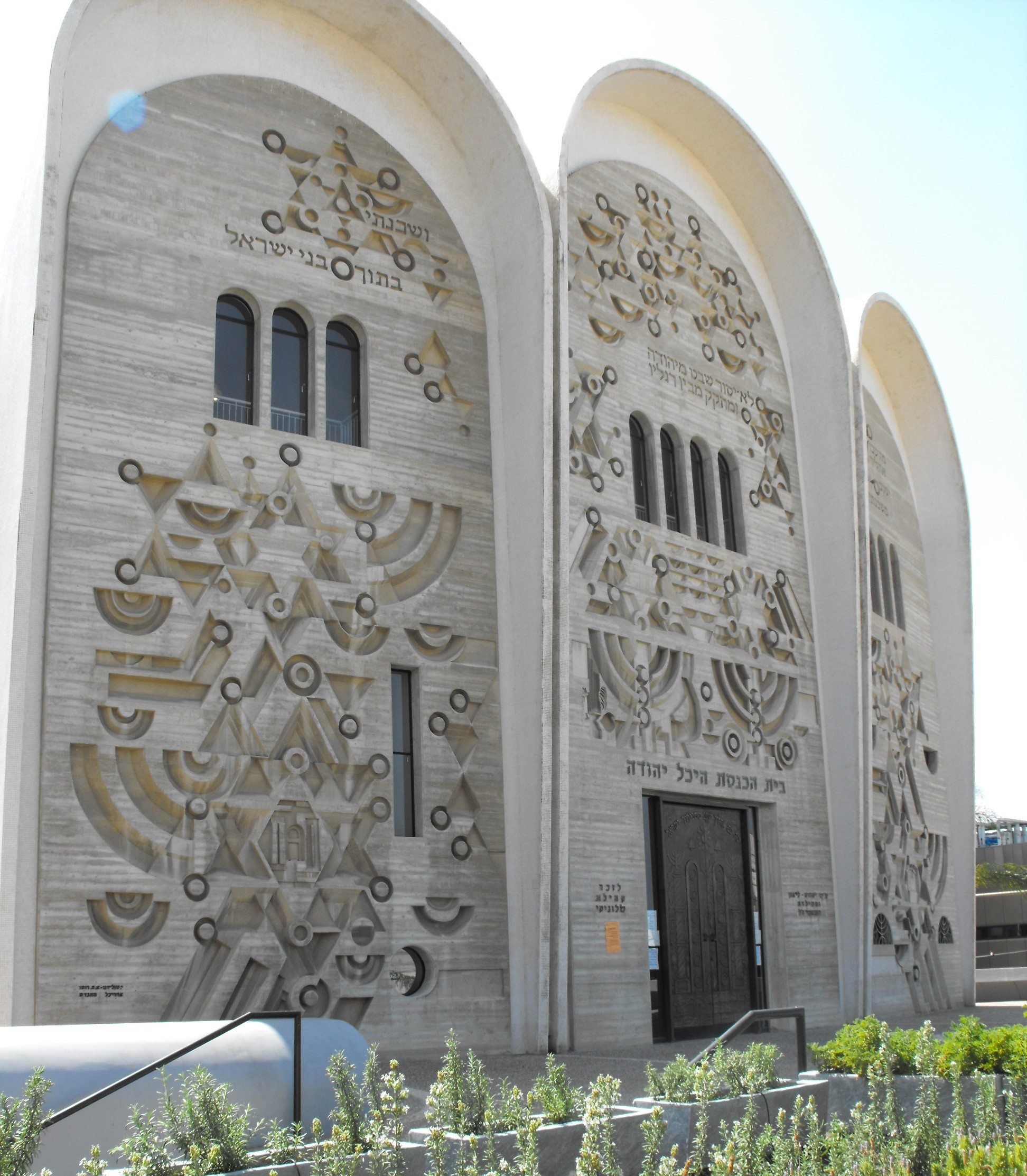
Nordfassade der drei gewölbten Mittelrippen mit Basreliefs und Inschriften, 2009

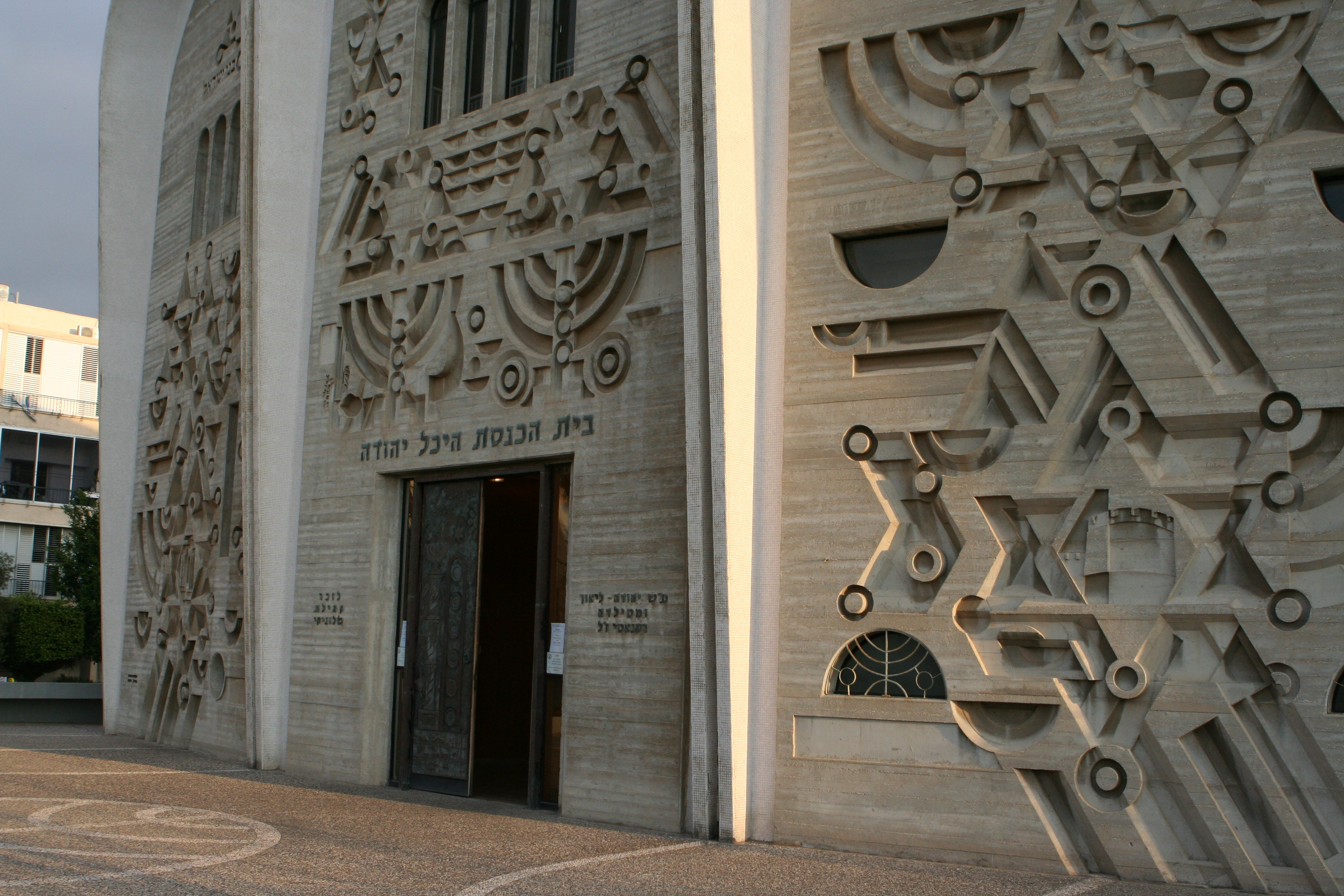
Hauptportal überschrieben mit Synagoge Heichal Jehudah, rechts Thessalonikes Weißer Turm eingearbeitet ins Zentrum eines Davidsterns, 2009

Rundbogig geformte zweistöckige geschlossene Fassaden von etwa 7,95 Metern Höhe schließen die drei gewölbten Mittelrippen an der Nordseite ab. Die schmaleren gewölbten Rippen, je zwei an Südost- und Südwestseite, weisen nach Norden hin klare Fenster über die gesamte Fläche auf. Mittels selbst entwickelter Methoden arbeitete Jechezqel Qimchi biblische Verse und Symbole, wie sich überblendende streng geometrische Menorot und Davidsschilde, als Basreliefs in den Sichtbeton der Nordfassade. Das Betonrelief ist mit einer Fläche von 250 Quadratmetern eines der größten, das jemals in Israel geschaffen wurde, wofür Qimchi fast ein Jahr brauchte. In den drei Fassaden lassen schlanke Triforien bzw. in der Mitte ein Tetraforium Tageslicht in den dahinterliegenden Emporenbereich, das Treppenhaus im Nordosteck des Baus beleuchtet ein schmales Schlitzfenster in der Fassade. Anders als die übrige weiße Außenhaus ist die Nordfassade betongrau.
Jedes der drei Fassadenteile ziert ein Bibelzitat, im östlichen Fassadenteil ist dies וְשָׁכַנְתִּי בְּתוֹךְ בְּנֵי יִשְׂרָאֵל WəSchachantī bəTōch Bnej Jisraʾel, deutsch ‚Und ich will wohnen unter den Kindern Israel‘ (1 Kön 6,13 ), im Mittelteil לֹא־יָסוּר שֵׁבֶט מִיהוּדָה וּמְחֹקֵק מִבֵּין רַגְלָיו Lå-jassūr Scheveṭ mĪhūdah ūMchoqeq mibejn Raglaw, deutsch ‚Es wird das Zepter von Juda nicht weichen noch der Stab des Herrschers von seinen Füßen‘ (1 Mos 49,10 ) und im Westteil מַה טֹּבוּ אֹהָלֶיךָ יַעֲקֹב מִשְׁכְּנֹתֶיךָ יִשְׂרָאֵל Mah ṭovū Ohalejcha Jaʿaqov Mischkənōtejcha Jisraʾel, deutsch ‚Wie gut sind deine Zelte, Jakob, deine Wohnungen, Israel!‘ (4 Mos 24,5 ). Im östlichen Teil der Nordfassade verbildlicht eine stilisierte Ansicht des Jerusalemer Tempels inmitten des großen Davidsterns im unteren Bereich die religiöse Funktion des Heichal Jehudah.
Obwohl der Heichal Jehudah für eine bestimmte Synagogengemeinde erbaut wurde, trägt der moderne Bau keine erkennbaren Merkmale ihrer spezifischen Identität, Qimchis Entwurf spiegelt im Wesentlichen das säkulare Zeitalter wider, in dem der Heichal Jehudah erbaut wurde. Allein im Westteil der Fassade tritt ein Relief in naturalistischer Formgebung aus der Reihe, das den Weißen Turm von Thessalonike, eine Landmarke der Stadt als expliziten Ausdruck der Gemeindeherkunft darstellt.

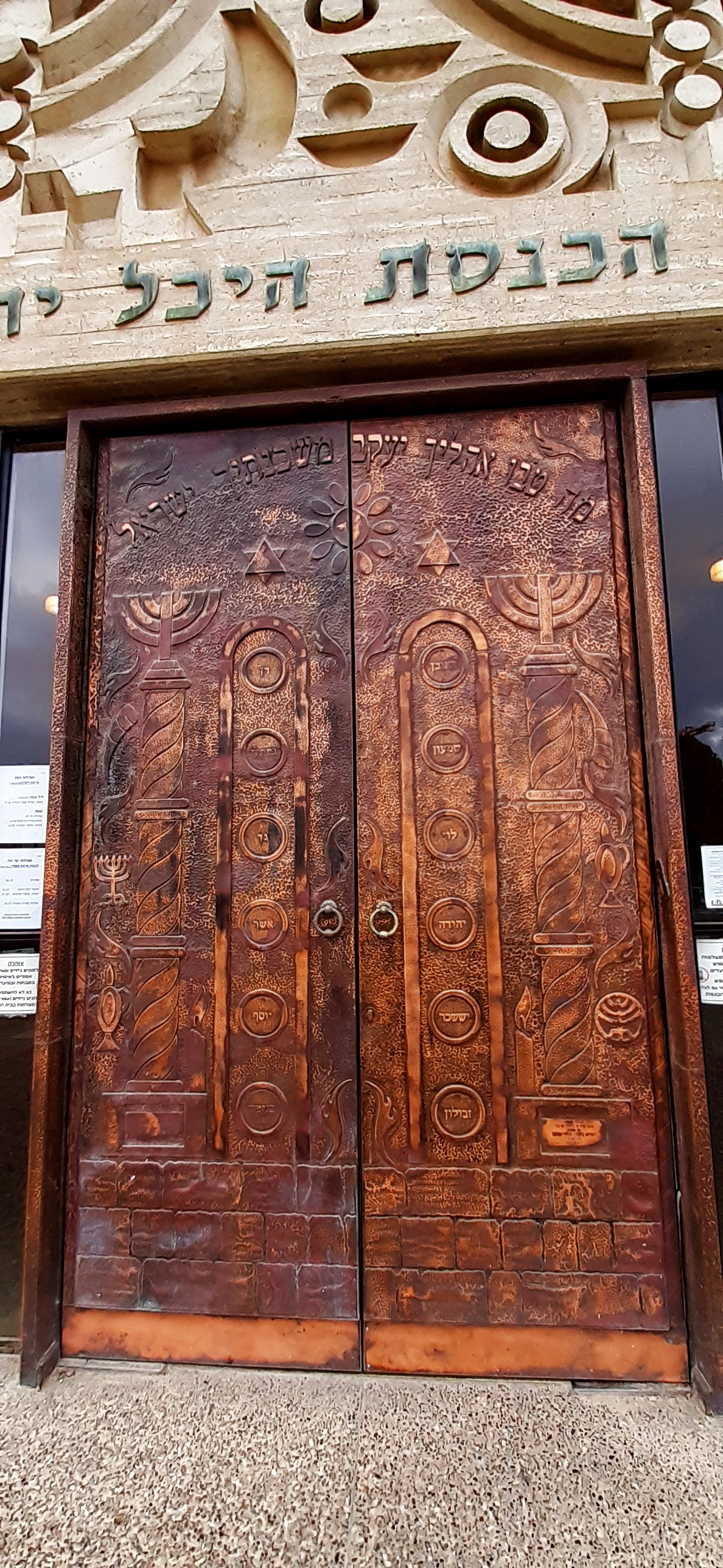
Hauptportal, 2022

Im Mittelteil der Nordfassade befindet sich das Hauptportal, ein davor im Waschbeton der Bodenplatte, die hier den Vorplatz bildet, durch farblich unterschiedene Granolit-Steinchen eingelassene Menorah weist mit ihren sieben Armen den Weg dahin. Die Oberfläche beider Flügel des Portals sind mit rötlich und braun schmimmerndem getriebenen Kupfer
überzogen. Da hinein sind reliefartige Zeichen und Symbole gearbeitet, wie Menorot verschiedener Formen, Öllämpchen, Jachin und Boas (die Portalsäulen des Jerusalemer Tempels), zwölf Punkte je mit einen Namen der Zwölf Stämme Israels darin, und Schofare. Über beide Flügel zieht sich der Bibelvers 4. Buch Mose 24,5 , der sich auch oben im Westteil der Fassade als Basrelief im Beton findet.
Innenraum
Am Nordende erreicht die muschelschalförmige Dachkonstruktion die Höhe zweier Etagen, so dass dort Platz für die Nordempore ist, die auch den inneren Bereich am nördlichen Hauptportal überdeckt und mit 200 Sitzen Frauen vorbehalten ist. Sie steht damit in der Tradition separater Bereiche für Frauen in Synagogen. Im Innenraum setzt die Empore dort an den Außenwänden an, wo der Raum sich weitet durch die beiderseits jeweils hinzutretenden äußersten, schmalen Muschelrippen. Die Emporenbrüstung folgt einer zum Synagogenraum konkav geschwungenen Linie. Auf der Brüstung fixiert ist eine Sichtblende in Form eines Metallgitters feiner Menorot, die den Blick in den Synagogenraum und zurück behindert wie in vielen orthopraxen Synagogengemeinden üblich.

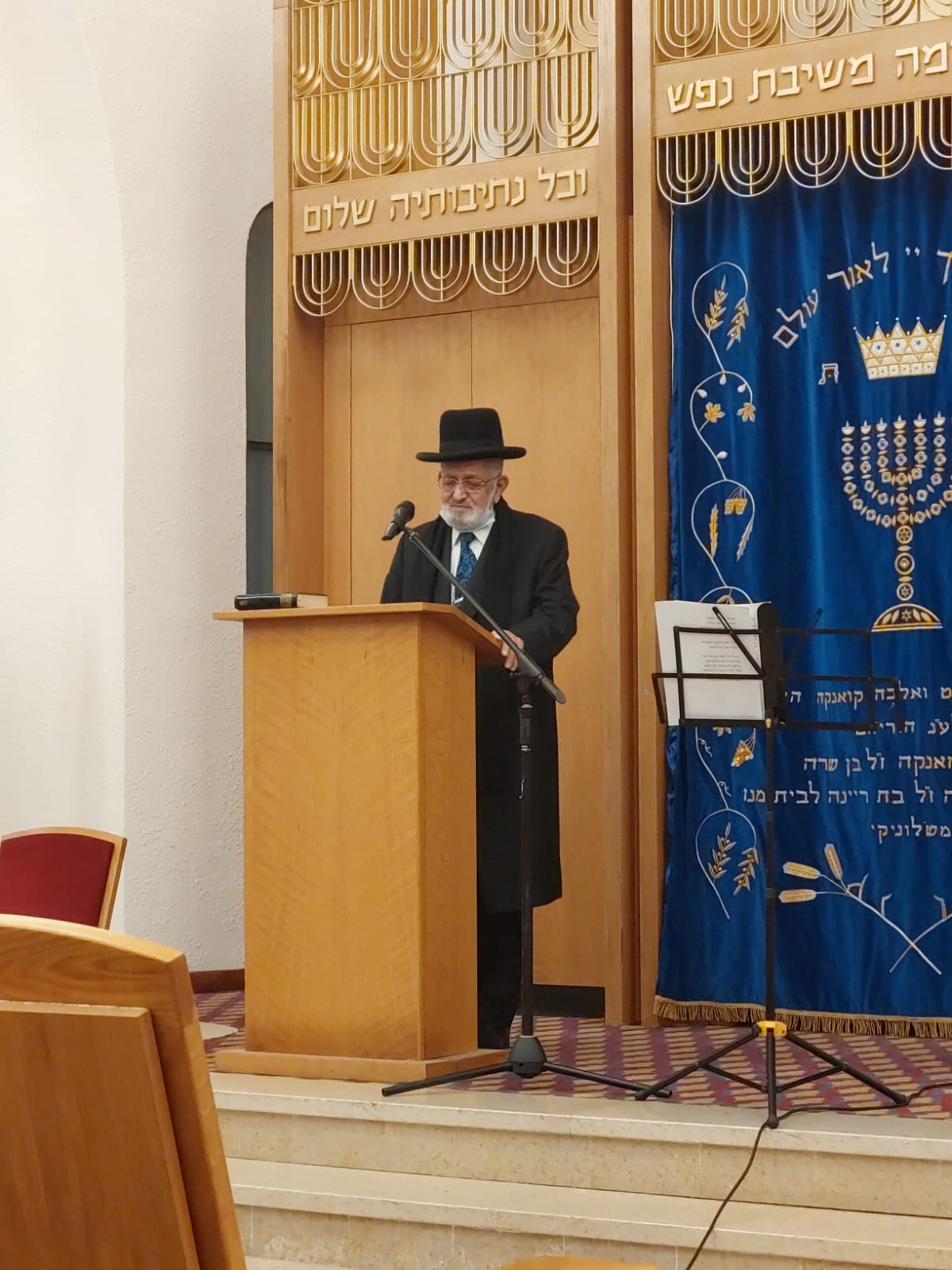
Rabbiner Josef Nadav neben der Parochet des Torahschreins, oben verziert mit fein gearbeiteten vergoldeten Menorot, 2021

Unter der Empore bildet die Bestuhlung Reihen südwärts zum Torahschrein ausgerichtet. Ab der Mitte des Raums bis zum Torahschrein folgt die Bestuhlung sephardischer Tradition mit Stuhlreihen, die sich zur Bimah in der Raummitte richten. Die in Holz mit Gestühl, Regalen und Lesepult ausgearbeitete Bimah, wie das gesamte Mobiliar und Intérieur von Rafi Blumenfeld entworfen, erhebt sich auf einem Podest aus weißem Marmor. Sonst ist der Boden durch Auslegeware bedeckt, was Schritte dämpft und eine familiäre Atmosphäre erzeugt. Blumenfeld ließ in höchster Qualität fertigen, wie bei den Tischlerarbeiten des Torahschreins und der Bestuhlung zu sehen ist, gleiches gilt für die Metallarbeiten, wie die Chanukkiah rechts vom Torahschrein, die feinen Gitternetze aus kleinen Menorot vor der Bekrönung des Schreins und an der Emporenbrüstung, wie auch die vielen modernen Lüster à 18 Lichtquellen, die von den höchsten Punkten der Gewölbe herabhängen. Im in feinen, weichen Linien gezeichneten Treppenhaus Toledanos, das im Nordosteck des Baus Souterrain, Foyer und Empore verbindet, schuf Blumenfeld die Türlaibungen und einen schlanken, langen Lüster fürs Treppenauge.
Toledano wollte den Torahschrein in den Fokus rücken, deshalb erhebt sich seine Schalenkonstruktion nicht etwa über rundem, sondern über tortenstückartig spitz zu laufendem Grundriss. Im Innern des Heichal Jehudah leiten die sichtbaren Spannbetonbögen, die das Dach tragen, seine Innenseite gliedern und an Höhe verlierend hinter dem Torahschrein in der Südspitze des Synagogenraums zusammenlaufen, die Blicke symbolisch zur Torah als Ursprung und Ziel für alles. Diese ikonische Struktur ist typisch für die Postmoderne Architektur und zielt darauf ab, bei Nutzern und Betrachtern Emotionen zu wecken.
Da die Auftraggeber und Partner den Bauplan des bereits verstorbenen Toledanos als sein Vermächtnis gerne verwirklichen wollten, dieser aber im Wesentlichen schon ausformuliert war, bevor die Stadt der Synagogengemeinde das Grundstück überließ, erwies sich angesichts von dessen Maßen der Plan nur als ausführbar, wenn die Synagoge nicht wie üblich zum Torahschrein hin geostet, sondern mit diesem nach Süden ausgerichtet errichtet würde, wie die Architektin Naʿomi Simchoni (נָעֳמִי שִׂמְחוֹנִי) für die Nachwelt festhält. ʿAmmiram Niv hatte zuvor vergeblich versucht, den gemeindlichen Bauausschuss zu bewegen, sich bei der Stadt für einen anderen Zuschnitt des Grundstücks einzusetzen – welches zu erlangen sich an sich schon als äußerst schwierig erwiesen hatte – das dann als Eckgrundstück bis zur nordwärts nächsten Hauptstraße Rechov Jabotinski reichen sollte, damit der bemerkenswerte Bau dann hätte besser wahrgenommen werden können. Der Gemeindevorstand wollte sich wegen der Südung absichern und wandte sich darauf an die Rabbiner, stellte ihnen die Pläne vor und erläuterte, dass das Vermächtnis Toledanos sei, die Torah auf diese besondere Weise in den Fokus zu stellen, was sich aber auf dem gegebenen Grundstück nur durch Abweichung von der vorgeschriebenen Orientierung des Baus erfüllen lasse, worin diese eine begründete Ausnahme vom Brauch erkannten.
So öffnet heute das nördliche Hauptportal auf eine Blickachse in Nord-Süd-Richtung, die direkt über die Bimah auf den höheren Torahschrein zuführt. Durch die Konvergenz der Betonbögen in ihrem Verlauf nach Süden im Boden hinter dem Torahschrein verjüngen sich die von ihnen getragenen sieben Tonnenwölbungen in eben dieser Richtung. Die muschelförmige Form sorgt zudem für eine gute Akustik und macht Gesang und Torah-Lesung im gesamten Hauptgebetssaal hörbar, wobei Teppichboden und Akustikputz die Wirkung unterstützen. Der Hauptgebetssaal dient vorrangig zur Feier des Schabbats, anderer jüdischer Feiertage sowie der Hohen Feste.
Buntglasfenster
Von besonderer Bedeutung in puncto Stimmung im Raum und Symbolik sind die zwölf Buntglasfenster von Joseph Scheʾaltiʾel (bekannter in der Schreibvariante auf französisch Joseph Chaaltiel; 1931–2016), der sein Studium der Glasmalerei in Paris abschloss. Die Rundbogenfenster, je sechs an der Südwest- und der Südostseite des Synagogenoberbaus auf tortenstückförmigem Grundriss, prägen den Innenraum mit Motiven zu Schabbat und anderen jüdischen Feiertagen. Damit liegen sie in der Typologie synagogaler Buntglasfenster in Israel, die nicht nur das grelle Sonnenlicht von außen auf dem Weg nach innen filtern und färben, sondern thematisch üblicherweise biblische Szenen zeigen. Dabei fallen die Fenster im südlichen Synagogenraum höher aus, während die je zwei Fenster aus beiden Seiten unter der Empore kürzer sind. Bedeutendes Beispiel für Buntglas in israelischen Synagogen sind Marc Chagalls Fenster von 1962 in der Spitalssynagoge des Medizinischen Zentrums Hadassah in Jerusalem-ʿEin Kerem und jene David Hillmans (1893–1974) in der Synagoge Renanim (בית הכנסת רְנָנִים) im Heichal Schlomoh im zentralen Jerusalem.
In der gotischen Architektur schaffen Buntglasfenster symbolisch himmlisches Licht, das durch die Fenster einer Kathedrale fällt, wie Scheʾaltiʾel beschreibt. Ganz anders widerspiegeln Scheʾaltiʾels 1977 bis 1980 für den Heichal Jehudah geschaffene Motive weder Himmlisches noch strikt religiös Biblisches, sondern die entstandene moderne jüdisch-israelische Identität. Zu Scheʾaltiʾels Motiven im Heichal Jehudah zählen der Schabbat, jüdische Feste und der Jom haʿAtzmaʾut. Die Platzierung dieses israelischen Nationalfeiertags neben traditionelle jüdische Feste unterstreicht seine Stellung als untrennbaren Teil des jüdischen Feiertagszyklus im wiedererstandenen jüdischen Staat.
Das Jom-haʿAtzmaʾut-Fenster offenbart en détail betrachtet aufschlussreiche Einzelheiten, wie in der Abbildung 13 Jom-haʿAtzmaʾut-Fenster, 2018 von Eli Singalovski bei Naʿomi Simchony zu sehen.:15 Die Hauptfarben des Fensters greifen die israelischen Nationalfarben Blau und Weiß auf. Dem Bogen des Fensters oben folgt ein Zitat aus Psalm 126, Vers 1: hebräisch בְּשׁוּב ה׳, אֶת-שִׁיבַת צִיּוֹן – הָיִנוּ, כְּחֹלְמִים Bəschūv h[a-Schem], et-Schīvat Zijjōn – hajinū, kəCholmīm, allerdings unter Ersatz von JHWH, des Namens Gottes, dessen Aussprache fromme Juden unterlassen, durch die Abkürzung ה׳ für הַשֵּׁם (haSchem, ‚der Name‘). Mit diesem Zitat zur Befreiung der Juden aus dem Babylonischen Exil verleiht Scheʾaltiʾel den israelischen nationalen Motiven im Fenster eine religiöse Bedeutung. Unter dem Psalmzitat platziert der Künstler ein Paar abstrakter Tauben im Bogensegment des Fensters, die in diesem Kontext die Verbindung zwischen Gott, dem jüdischen Volk und dem Land Israel darstellen könnten. Die Tendenz zur Abstraktion spiegelt einen der wichtigen internationalen Trends wider, die in den ersten Jahrzehnten der israelischen Staatlichkeit prägend waren, sowie der Einbezug traditioneller jüdischer Symbole in diese Darstellungsform.:15 Abstraktion wird den Vorgaben des jüdischen Bilderverbots gerecht.
Im mittleren Feld des Fensters erinnern sieben goldene Davidsterne an Theodor Herzls Entwurf einer Nationalflagge aus seinem Buch Der Judenstaat, aber auch an Judensterne der nationalsozialistischen Endlösung der Judenfrage, womit Scheʾaltiʾel zionistische Ideologie, das Trauma nach der Schoah und das Wiederaufleben jüdischen Glaubens verbindet. Im unteren Teil des Fensters ist eine Chanukkiah zu sehen.:15 Die Chanukkia ist zentrales Ritualgerät des Festes Chanukkah, entstanden als Gedenkfest für den Sieg im Aufstand der Makkabäer (167–160 vor der christlichen Zeitrechnung) gegen die griechisch-hellenistische Seleukidenherrschaft. 
Nach den jüdischen Niederlagen (Jüdischer Krieg, 66–74, und Bar-Kochba-Aufstand, 132–136 der christlichen Zeitrechnung) jeweils gegen die römische Herrschaft wurde Chanukkah im religiösen Bemühen um Friedfertigkeit von einem Siegesfest in das Gedenken für das göttliche Wunder des kleinen Ölkrugs umgedeutet, der ausreichte, um die Menora des Jerusalemer Tempels acht Tage lang zu erleuchten.:15 In Israel erfuhr in den ersten Jahren nach seiner Unabhängigkeit Channukkah eine neue, eine zionistische Interpretation.:15 Der Makkabäeraufstand wurde zu einer Allegorie für den Mut und das Engagement derer, die für Israels Unabhängigkeit gekämpft hatten und die Chanukkia stellte damit auch ein Staatssymbol dar.:15 Scheʾaltiʾel veranschaulicht mit diesem Ritualgerät, dass jüdische Tradition die Quelle des jüdischen Wiedererstehens im Staate Israel ist.

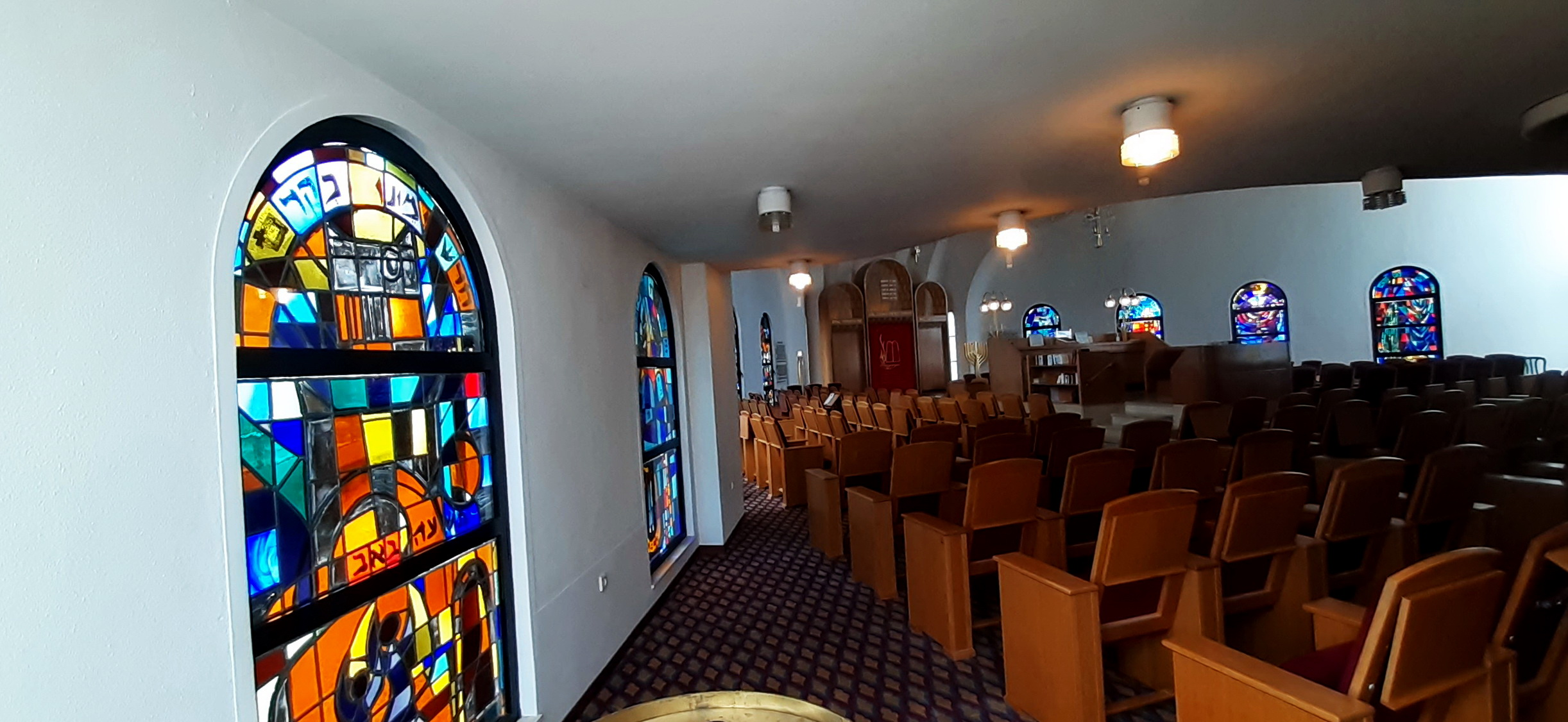
Blick von unterhalb der Nordempore südwestwärts über wechselnd ausgerichtete Bestuhlung unter der Empore bzw. beiderseits der Bimah, links im Bild das Tischʿa beʾAv-Fenster (6. von Südosten) und folgend das Schavuʿot-Fenster (5. von Südosten), 2022

Aspekte des modernen Israels scheinen auch in anderen Fenstern auf, wie in jenen zu Tischʿa beʾAv (6. von Südosten vom Torahschrein aus zählend; überschrieben mit חַדֵּשׁ יָמֵינוּ כְּקֶדֶם Chaddesch Jamejnū kəQedem, deutsch ‚Erneuere unsere Tage wie vor alters!‘, Klagelieder 5,21 ), zu Schavuʿot (5. von Südosten; überschrieben mit וְחַג שָׁבוּעוֹת תַּעֲשֶׂה לְךָ WəChag Schavūʿōt taʿasseh ləcha, deutsch ‚Und das Wochenfest sollst du halten‘ 2 Mos 34,22 ) mit Ähren zum Erntedank, später erweitert als Fest der Entgegennahme der Gesetzestafeln (Motiv im Fenster in Blau) durch Moses am Sinai und Davids Harfe (Motiv), zu Pessach (2. von Südosten; darin ein Seroa u. a.), zu Tu biSchvat, dessen landestypische Festvariante Motive zu Aufforstung und Begrünung Israels zeigen. Ein Fenster zur Trauer um Gefallene (4. von Südosten), die David mit dem Bogenlied besang, ist überschrieben mit לְלַמֵּד בְּנֵי יְהוּדָה קָשֶׁת ləlammed Bnej Jəhūdah Qaschet, deutsch ‚Die Kinder Judäas das Bogenlied zu lehren‘ (2 Sam 1,18 ).:159
Das Rosch-haSchanah-Fenster (6. von Südwesten) ist überschrieben mit הָרִיעוּ לִפְנֵי הַמֶּלֶךְ ה׳ Harīʿū lifnej haMelech h[aSchem], deutsch ‚Jauchzet vor haSchem, dem König‘ (Psalm 98, Vers 6), das im Siddur zum Jahresende an Rosch haSchanah gesagt wird, wozu auch der dargestellte Schofar gehört. Zudem zeigt Scheʾaltiʾel eine Königskrone, einen Widderkopf (wohl für die überwundene Opferung des sprichwörtlichen gewordenen Sündenbocks, der zum zeitnah auf Rosch haSchanah folgenden Jom Kippur gehörte, bevor die Römer den Tempel, Tempelopfer und Priesterschaft vernichteten) und Waagschalen, die abwägen, was in den Augen des Herrn der oder die Einzelne an Gutem und Verwerflichem getan hat. Eine Galerie von Photos der Buntglasfenster, eins davon mit Scheʾaltiʾel an der Seite, findet sich auf einer Webseite zu in und an Wänden verbauter Kunst.
Obschon der Heichal Jehudah für eine bestimmte Synagogengemeinde entworfen wurde, ist ihre architektonische Sprache eher universell. Die Kunstwerke im Bau befassen sich eindeutig mit modernen jüdischen Themen. Das Zusammenspiel von Bauform und Kunstwerken stellt einen Dialog zwischen dem Allgemeinen und dem Besonderen dar und spiegelt die Dialektik der modernen jüdischen Identität wider, die aus traditionellem Erbe, traumatischer Vergangenheit und Optimismus für die Zukunft in Israel besteht.:15 Damit wendet sich die Formensprache vom früheren ‹hebräischen› Stil der Kunstakademie Bezalel ab und einer modernen, universellen und kosmopolitischen israelischen Identität zu.:15

## Synagogenförderverein
Die religiös gebotenen Aufgaben und gewählten Vorhaben der Synagogengemeinde unterstützt der gemeinnützige Synagogenverein (עֲמֻתַּת בי״כ הֵיכָל יְהוּדָה ע״ש י.-ל. וּמ. רֵקַנָאטִי לְזֵכֶר קְהִילַּת שַׂלוֹנִיקִי (ע״ר) ʿAmuttat BejK Hejchal Jəhūdah ʿaSch J.-L. ū-M. Reqanāṭī ləSecher Qəhillat Salōnīqī) mit einem Fonds an Spendenmitteln und Mitgliedsbeiträgen. Zu den abgehaltenen bzw. unterstützten Veranstaltungen gehören Feiern zu Schabbat und andern Feiertagen, Vorträge, Talmud-Torah im gegenseitigen Studium und Thora-Unterricht unter Anleitung. Im Jahre 2023 betrug der Jahresumsatz des Vereins 1.066.055 ₪. Der 1982 gegründete Förderverein hat 38 Mitglieder und vier Mitarbeiter (2023).

## Bibliographie
- Ori Dvir (אוֹרִי דְּבִיר; 1931–2011), נְקֻדַּת חֵן תֵּל־אָבִיב–יָפוֹ, neue, aktualisierte Aufl., Tel Aviv-Jaffa: מוֹדָן, 1991Greg. Kal. / 25752[45]
- Eliʿeser Hajun (אֱלִיעֶזֶר הָיוּן), “סיור החודש - בית כנסת ה‹קונכיה›” (16. Juli 2009), auf: אגוד בתי הכנסת העולמי; abgerufen am 19. Mai 2025
- Michael Jacobson (מִיכָאֵל יַעֲקוֹבְּסוֹן), “סִבּוּב בְּבֵית הַכְּנֶסֶת הֵיכָל יְהוּדָה בִּכְפָר סוּמֶּיּיל”, auf: חַלּוֹן אֲחוֹרִי: אַרְכִיטֶקְטוּרָה וְאִידֵאוֹלוֹגְיָה בְּדִּיסְנִיְלֶנְד מְקוֹמִי, abgerufen am 20. Mai 2025
- Joseph Scheʾaltiʾel (יוֹסֵף שְׁאַלְתִּיאֵל) mit Naʿomi Cassuto (נָעֳמִי קָאסֻּוטֹו, Koordinatorin), אמנות בזכוכית ובאבן: ויטראז׳, פסיפס, אמייל ופרסקו, Ministerium für Bildung und Kultur / המרכז לתוכניות לימודים (Hrsg.), Jerusalem: משרד החינוך והתרבות - האגף לתכניות לימודים, 5747,[46] zugl. allein, Diss., Université VII ‹Diderot›, 1985.
- Naʿomi Simchony (נָעֳמִי שִׂמְחוֹנִי englisch Naomi Simhony), “Exceptionally Jewish: Israeli Synagogue Architecture in the 1960s and 1970s” (12. Februar 2020), in: Arts, MDPI (Hrsg.), Jg. 9 (2021), S. 1–19.